# Elsie Johansson
Elsie Johansson (Vendel, 1 de mayo de 1931-Upsala, 15 de febrero de 2025) fue una escritora sueca, considerada como proletaria.

## Carrera
Su gran salto a la fama se produjo con la trilogía La historia de Nancy (Los pájaros de cristal, La Mosipa y Nancy), por la que obtuvo varios galardones, entre ellos el Premio Aniara. También ha recibido la Medalla de Letras y Arte. Su última novela fue La hoja de la boca, publicada en 2021. Johansson ha destacado por sus habilidades para retratar la Suecia pobre y se comparó con una Moa Martinson moderna. Hasta la actualidad, fue de las escritoras suecas más leídas en el país.
En 2022, Studiefrämjandet creó el Premio Elsie de Literatura, que se concede anualmente a un autor del condado de Upsala que escriba siguiendo el espíritu de Elsie Johansson.
Falleció el 15 de febrero de 2025 en su natal provincia de Upsala a los 93 años de edad.

## Publicaciones
- 1979 – Brorsan hade en vevgrammofon
- 1981 – Potatisballader
- 1984 – Kvinnan som mötte en hund
- 1985 – Det bruna kuvertet
- 1987 – Gå i mitt gräs
- 1987 – Mormorsmysteriet (novela infantil)
- 1989 – Tigerfrukost
- 1989 – Vardagstankar
- 1990 – Oss skrämmer dom inte
- 1991 – Kattbreven (novela infantil)
- 1992 – Ordens makt och maktens ord
- 1995 – Lindansaren
- 1995 – Guldmannen
- 1996 – Glasfåglarna
- 1998 – Dikter 1979–1989
- 1998 – Mosippan
- 2001 – Nancy
- 2003 – Berättelsen om Nancy (La historia de Nancy) (volumenes: Glasfåglarna, Mosippan y Nancy)
- 2004 – Näckrosträdet
- 2008 – Sin ensamma kropp
- 2011 – Då nu är jag
- 2016 – Riktiga Elsie
- 2021 – Bladet från munnen